# 费德里科·加西亚·洛尔迦
參數所指定的目標頁面不存在，建議更正成存在頁面或直接建立下列一個頁面（建立前請先搜尋是否有合適的存在頁面可以取代）：
- FGL

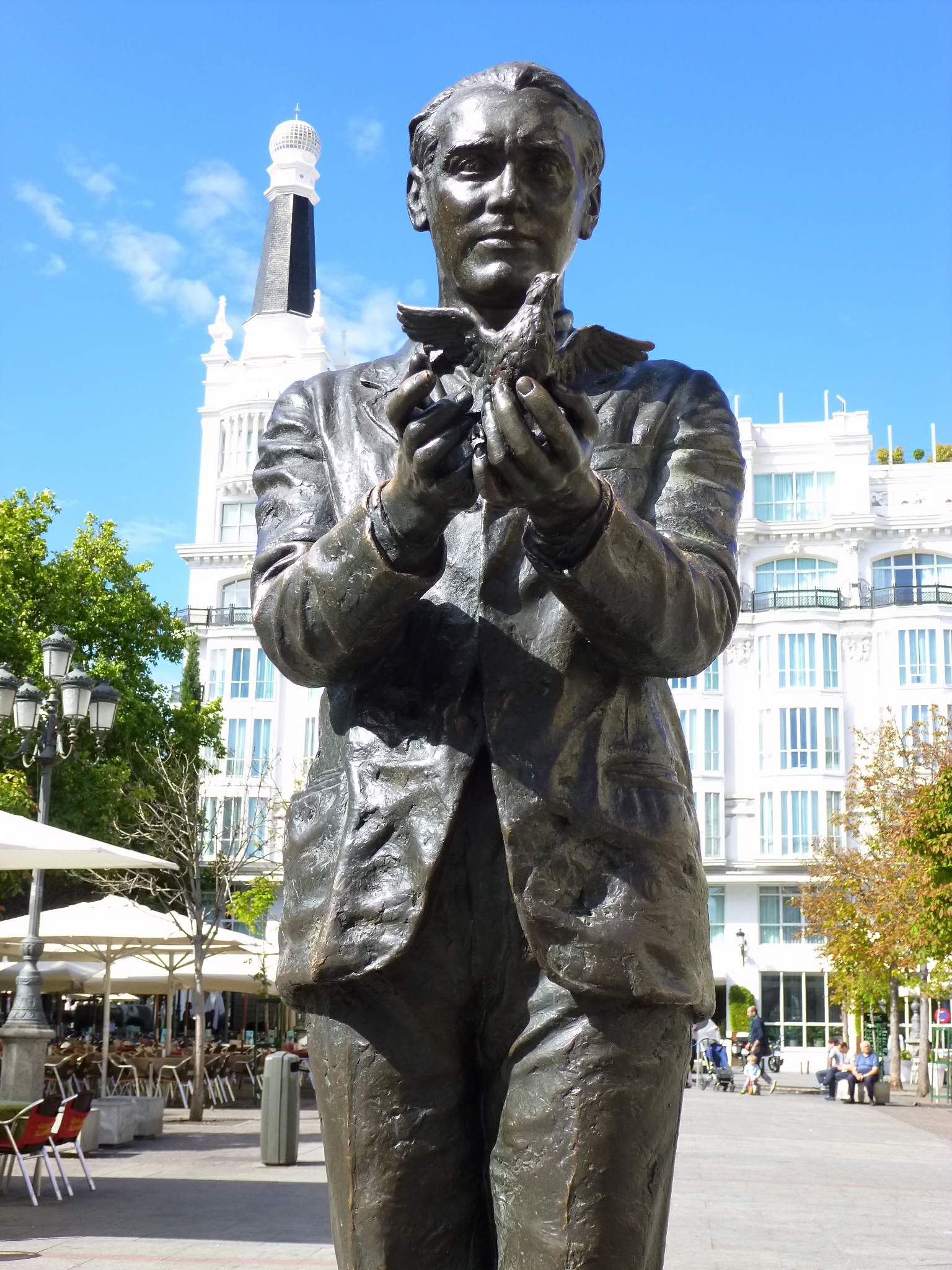
费德里科·加西亚·洛尔卡銅像

费德里科·德爾薩格拉多·科拉松·德·赫蘇斯·加西亚·洛尔迦（西班牙語：西班牙語發音：[feðeˈɾiko ɣarˈθi.a ˈlorka]，又译作洛加、洛尔卡、羅卡或洛迦，1898年6月5日—1936年8月19日），西班牙诗人、剧作家。現被譽為西班牙最杰出的作家之一。

## 生平
1898年6月5日，洛尔迦出生在西班牙南部格拉纳达以西几英里的丰特瓦克罗斯。其父费德里科·加西亚·罗德里格斯是一名地主。其母 Vicenta Lorca Romero 是一名老师和钢琴演奏家。 1909年洛尔卡11岁时，举家搬迁到城市格拉纳达。
羅卡曾在马德里大学就读，期間認識了不少藝術家，如薩爾瓦多·達利和路易斯·布努埃爾。他早期的诗集有《诗篇》、《歌集》等。成名作是《吉普赛谣曲》，该书和另外一本《深歌集》中诗篇均使用吉普赛风格写成。他后来在美国纽约市旅行时写下《在纽约》，批评強權对弱小者的欺压和资本家的贪婪。
1936年，西班牙内战爆发初期，他支持第二共和国的民主政府，反对法西斯主义叛军，后在西班牙格拉纳达省遭弗朗西斯科·佛郎哥的军队残忍杀害并将尸体抛入一个废弃的墓穴。佛朗哥当权后，在20世纪70年代以前他的作品一直在西班牙遭禁，后来佛朗哥虽然允许他的作品出版，但他的生平以及同性恋身份在佛朗哥去世前一直是被禁止讨论的话题。

## 大眾文化
在2009年的電影《達利和他的情人》中，羅卡和達利曾有過一段感情，但最終以分手收場。